# 乔治·卡尼奥托
弗兰科·乔治·卡尼奥托（義大利語：Franco Giorgio Cagnotto，1947年6月2日—），意大利前男子跳水运动员，代表意大利连续参加了五届夏季奥林匹克运动会跳水比赛，首次是在1964年。他被认为是1960年代至1970年代世界最为多产全能的跳水选手之一。

## 生平
卡尼奥托生于都灵。在他八岁的时候随着她的叔叔，职业跳水运动员Lino Quattrini开始了跳水训练。仅仅八年之后他发觉自己有能力出现在1964年夏季奥林匹克运动会上，于是16岁的卡尼奥托就开始了他的奥运会生涯。
卡尼奥托以跳板见长，但同时在跳台项目上有取得过佳绩。在1964年东京奥运会后，他参加了1968年墨西哥城奥运会，但是直到他第三次参加奥运会时才在1972年慕尼黑奥运会中取得了跳板银牌和跳台的铜牌两枚奥运奖牌。随后在1976年蒙特利尔奥运会夺得了她的第三枚奥运奖牌。在1980年莫斯科奥运会跳板比赛中又获得一枚铜牌后，32岁的卡尼奥托选择了退役。
在卡尼奥托参加跳水比赛的这些年，他的同乡克劳斯·迪比亚西一直是垄断着这个项目，是目前唯一一位连续三届奥运会取得金牌的跳水运动员，持有两枚奥运金牌、两枚银牌和两枚铜牌以及其他赛事的冠军，卡尼奥托则赢得过8次室内和12次室外的意大利全国冠军，两人的教练都是从事跳水事业多年的前意大利全国冠军卡洛·迪比亚西。
1992年，他正式入选了国际游泳名人堂。

## 家庭
女儿塔妮雅·卡尼奥托也成为了意大利跳水运动员，在世锦赛中夺得过铜牌。